# Mosca cieca (Gianna Nannini)
Mosca cieca è una canzone della cantautrice senese Gianna Nannini.

## Tracce
CD Promo
1. Mosca cieca